# Accelerated mobile pages
Accelerated Mobile Pages (AMP) — технологія прискорення завантаження html сторінок на мобільних пристроях, на базі HTML фреймворка з відкритим вихідним кодом. 
Основною метою AMP заявлено прискорення завантаженя вебсторінок на мобільних пристроях. Створена компанією Google в 2015 році.

## Історія
Проєкт AMP був анонсований компанією Google 7 жовтня 2015 року. За останні 30 новинних видань і кілька технологічних компаній, включаючи Twitter, Pinterest, LinkedIn і WordPress, були анонсовані заздалегідь в якості партнерів проєкту AMP.
Вперше протестувати технологію користувачам вдалося в лютому 2016 року, коли Google почав показувати версії вебсторінок AMP в результатах мобільного пошуку. Посилання AMP в пошуковій системі Google ідентифікуються значком. 
- У лютому 2017 року, через рік після публічного запуску AMP, компанія Adobe повідомила, що на AMP-сторінки доводиться 7 % всього веб трафіку для провідних видань в Сполучених Штатах.[1]
- В травні 2017 року компанія Google повідомила, що глобальне охоплення користування технологією швидкого завантаження сторінок становить понад 2 мільярди AMP-сторінок, опублікованих у всьому світі.[2]
- У червні 2017 року Twitter почав посилатися на сторінки AMP зі своїх додатків для iOS і Android[3].
- У вересні 2018, Microsoft починає підтримку AMP-сторінок в своєму Bing AMP viewer [4].
- В грудні 2018, WordPress анонсовував офіційний плагін, який зробив сайтам на WordPress можливість використовувати AMP-технологію.

## Технологія
Формат AMP складається з:
- AMP HTML — мова HTML, в якому частина тегів замінена на еквівалентні AMP-теги, а частина заборонена для використання.
- AMP JS — в роботі використовується власна JS -Бібліотека, що дозволяє елементам сторінки завантажуватися асинхронно.
- Google AMP Cache — в процесі індексації AMP-сторінки, пошукова система кешує її дані і відтворює зі своїх серверів.

Викоритовуються такі оптимізації пришвидшення як:
- Кешування з використанням серверів Google.
- Фонове попередне завантаження контенту.
- Оптимізація розміру зображень, HTML, CSS та javascript.
- Динамічне завантаження такого контенту, як шрифти.

## Продуктивність
На початку історії AMP-технології мобільний інтернет використовував технології 2G та 3G, з швидкістю до 2 мб/с. Інтернет 4G тільки починав поширення. Тому потреба в пришвидшені завантаження сторінок була доволі актуальною.
За даними компанії Google AMP-сторінки завантажуються менш ніж за 1 секунду і використовують в 10 разів менше даних, ніж ті ж самі сторінки без AMP. Результати CNBC говорять про зниження часу завантаження сторінки з технологією AMP в 4 рази.

### AMP в рамкахтранзакційного запиту
Перехід сайту, який функціонує в рамках транзакційного запиту на платформу AMP не має високої практичної користі, так як в ході даного запиту користувачі переходять безпосередньо на невелику кількість вебсайтів улюблених брендів і готові чекати їх завантаження або закривати спливаючі рекламні банери, не йдучи з сайту.

## Вплив на ранжування пошукових систем
Пошукова система Yandex не підтримує технологію AMP, тому на ранжування в цій системі технологія не впливає. Замість AMP Yandex застосовує аналогічну технологію Турбо-сторінок.
Google використовує дану технологію, і на її пошукову видачу впливає, AMP-сторінка з'являється в результатах пошуку чи ні:
- Спеціальний значок. Всі AMP-сторінки позначаються спеціальним значком «⚡», в результаті чого, користувачі переходять саме на нього (знаючи, що такі сторінки завантажуються дуже-дуже швидко);
- Висока швидкість завантаження. Чим більша швидкість завантаження сайтів — тим вище (за інших рівних) знаходяться сторінки в пошуковій видачі;
- Штучна популярність. Для того, щоб популяризувати технологію, Google віддає невелику перевагу AMP-сторінок і трохи «піднімає» вище в своїй видачі (у порівнянні зі звичайними сторінками).[7]

## Недоліки
- Необхідно змінювати html-код для корректної роботи можливостєй AMP
- Деякий функціонал JavaScript недоступний.
- Складність розробки та впровадження. В більшості випадків amp-версія сайта існує окремо від регулярної версії. На сторінках де необхідно використовувати складний приватний функціонал, наприклад як робота з корзиною та оплатою товара на сайті магазина — використовується регулярна версія сайта.
- Критика того що розповсюдження технології AMP може призвести до централізації інтернету, залежності великого сегменту інтернета від кешування такими крупними корпораціями як Google та іншими.[8]